# Rutube
Rutube ist ein Videoportal in russischer Sprache.
Die Website bietet Videos von Privatpersonen und Lizenzprogramme von Unterhaltungsunternehmen, die direkt auf Rutube gehostet werden, und Videos, die auch auf Facebook zu sehen sind. Rutube verbucht monatlich rund 14,5 Mio. Nutzer.
Die Filme stehen auch nicht registrierten Benutzern mit Suchfunktion zur Verfügung. Weitere Funktionen wie z. B. Kommentare und Facebook-Anbindung erfordern eine Anmeldung.

## Geschichte
Rutube wurde im Jahr 2006 von Oleg Wolobujew und Michail Paukin in Orjol gegründet. Im November 2008 wurde das Videoportal von Gazprom Media Holdings erworben. Der Kaufpreis wurde nicht bekannt. Im März 2009 schätzten Experten das Videoportal bei 15 Millionen Dollar, bei Alexa wurde es als eines der ca. 150 meistbesuchten Websites in Russland gelistet. Nach dem Kauf wurde das Management von Rutube ersetzt und ein neuer Geschäftsführer ernannt. Vorher war der Direktor der Managementabteilung für Fernsehstationen im Besitz der russischen Fernsehsender TNT. Die Büros von Rutube wurden nach Moskau verlegt.
Laut betreibendem Unternehmen (Stand 10. Mai 2022) wurde „die Website angegriffen“, weshalb sie daraufhin „technisch gewartet“ wurde. Eine Liveticker-Meldung von orf.at vom 10. Mai 2022, 12.15 Uhr MESZ bezieht sich auf das Onlineportal Nexta, wonach Rutube seit dem Russischen Überfall auf die Ukraine 2022 auch von vielen regierungsnahen und staatlichen Kanälen Russlands genutzt wurde. Hacker hätten Rutube angegriffen und „möglicherweise für immer zerstört.“ Seit dem 11. Mai 2022 funktionierte sowohl die Website auch als die App von Rutube wieder.